# Gumla (Distrikt)
Gumla ist ein Distrikt im indischen Bundesstaat Jharkhand.
Die Fläche beträgt 5360 km². Verwaltungssitz ist die gleichnamige Stadt Gumla.

## Geschichte
Bevor der Distrikt 1983 gegründet wurde, war er Teil des Distrikts Ranchi.

## Bevölkerung

### Übersicht
Die Einwohnerzahl lag bei 1.025.213 (2011). Die Bevölkerungswachstumsrate im Zeitraum von 2001 bis 2011 betrug 23,16 % und lag damit sehr hoch. Gumla hat ein Geschlechterverhältnis von 993 Frauen pro 1000 Männer und damit einen für Indien häufigen Männerüberschuss. Der Distrikt hatte 2011 eine Alphabetisierungsrate von 60,18 %, eine Steigerung um knapp 17 Prozentpunkte gegenüber dem Jahr 2001. Die Alphabetisierung liegt damit allerdings immer noch weit unter dem nationalen Durchschnitt. Knapp 30,2 % der Bevölkerung sind Hindus, ca. 19,8 % sind Christen, ca. 5,0 % sind Muslime, ca. 0,1 % sind Buddhisten und ca. 44,9 % gaben keine Religionszugehörigkeit an oder praktizierten andere Religionen. 16,9 % der Bevölkerung sind Kinder unter 6 Jahre.

### Bevölkerungsentwicklung
In den ersten Jahrzehnten des 20. Jahrhunderts wuchs die Bevölkerung im Gegensatz zu anderen Gebieten bereits stark an. Trotz Seuchen, Krankheiten und Hungersnöten. Seit der Unabhängigkeit Indiens hat sich die Bevölkerungszunahme beschleunigt. Während die Bevölkerung in der ersten Hälfte des 20. Jahrhunderts um rund 57 % zunahm, betrug das Wachstum zwischen 1961 und 2011 111 %. Die Bevölkerungszunahme zwischen 2001 und 2011 lag bei 23,16 % oder rund 193.000 Menschen. Die Entwicklung verdeutlichen folgende Tabellen:
| Jahr      | 1901    | 1911    | 1921    | 1931    | 1941    | 1951    | 1961    | 1971    | 1981    | 1991    |
| Einwohner | 269.183 | 314.439 | 302.516 | 355.262 | 379.804 | 421.922 | 484.924 | 557.041 | 613.331 | 707.555 |

### Bedeutende Orte
Im Distrikt gibt es mit dem Hauptort Gumla, Ghagra und Toto laut der Volkszählung 2011 nur drei Orte, die als Städte (towns und census towns) gelten. Dies widerspiegelt den geringen Anteil an städtischer Bevölkerung im Distrikt. Denn nur 65.081 der 1.025.213 Einwohner oder 6,35 % leben in städtischen Gebieten.

### Volksgruppen
In Indien teilt man die Bevölkerung in die drei Kategorien general population, scheduled castes und scheduled tribes ein. Die scheduled castes (anerkannte Kasten) mit (2011) 32.459 Menschen (3,16 Prozent der Distriktsbevölkerung) werden heutzutage Dalit genannt (früher auch abschätzig Unberührbare genannt). Die scheduled tribes sind die anerkannten Stammesgemeinschaften mit (2011) 705.754 Menschen (68,91 Prozent der Distriktsbevölkerung), die sich selber als Adivasi bezeichnen. Zu ihnen gehören in Jharkhand 32 Volksgruppen. Mehr als 5000 Angehörige zählen die Oraon (442.659 Menschen oder 43 16 % der Distriktsbevölkerung), Munda (82.695 Menschen oder 8,06 % der Distriktsbevölkerung), Kharia (64.111 Menschen oder 6,25 % der Distriktsbevölkerung), Lohra (40.755 Menschen oder 3,97 % der Distriktsbevölkerung), Chik Baraik (18.192 Menschen oder 1,77 % der Distriktsbevölkerung), Mahli (14.904 Menschen oder 1,45 % der Distriktsbevölkerung), Asur (11.396 Menschen oder 1,11 % der Distriktsbevölkerung), Kisan (10.797 Menschen oder 1,05 % der Distriktsbevölkerung) und Kharwar (7367 Menschen oder   0,72 % der Distriktsbevölkerung).

### Bevölkerung des Distrikts nach Bekenntnissen
Der Distrikt Gumla ist religiös stark gemischt mit einer relativen Mehrheit der Einwohnerschaft, die ihren traditionellen Religionen (Sarnaismus) anhängt. Es gibt bedeutende Minderheiten von Hindus, Christen und Muslimen.
Die religiöse Durchmischung zeigen auch die Verhältnisse in den zwölf Blocks. In den Blocks Bishunpur, Ghaghra, Sisai und Verno sind die Anhänger der traditionellen Religionen in der Mehrheit, in den Blocks Albert Ekka und Dumri die Christen und im Block Palkot die Hindus.
In den fünf anderen Blocks gibt es keine Glaubensgemeinschaft, die die Bevölkerungsmehrheit bildet. In den Blocks Basia und Raidih sind die Hindus, in den Blocks Chainpur und Kamdara die Christen und im Block Gumla die traditionellen Religionen stärkste Glaubensgemeinschaft. Die Muslime erreichen die höchsten Anteile in den Blocks Gumla (9,70 %) und Sisai (10,54 %). Die genaue religiöse Zusammensetzung der Bevölkerung zeigt folgende Tabelle:
| Jahr                                   | Buddhisten | Buddhisten | Christen | Christen | Hindus  | Hindus | Jainas | Jainas | Muslime | Muslime | Sikhs | Sikhs | Andere Religionen | Andere Religionen | keine Angaben | keine Angaben | Total     | Total    |
| Jahr                                   | Zahl       | %          | Zahl     | %        | Zahl    | %      | Zahl   | %      | Zahl    | %       | Zahl  | %     | Zahl              | %                 | Zahl          | %             | Zahl      | %        |
| -------------------------------------- | ---------- | ---------- | -------- | -------- | ------- | ------ | ------ | ------ | ------- | ------- | ----- | ----- | ----------------- | ----------------- | ------------- | ------------- | --------- | -------- |
| 2011                                   | 531        | 0,05       | 202.449  | 19,75    | 309.563 | 30,19  | 23     | 0,00   | 51.429  | 5,02    | 221   | 0,02  | 457.468           | 44,62             | 3529          | 0,34          | 1.025.213 | 100,00 % |
| Quelle: Ergebnis der Volkszählung 2011 |            |            |          |          |         |        |        |        |         |         |       |       |                   |                   |               |               |           |          |

## Bildung
Dank bedeutender Anstrengungen steigt die Alphabetisierung. Sie ist dennoch noch weit weg vom Ziel der kompletten Alphabetisierung. Typisch für indische Verhältnisse sind die starken Unterschiede zwischen Stadt und Land sowie den Geschlechtern. Mehr als neun von zehn Männern in den Städten können lesen und schreiben – aber knapp mehr als die Hälfte der Frauen auf dem Land. Seit der Gründung des Bundesstaats Jharkhand hat sich die Einschulungsrate deutlich erhöht. Mittlerweile gehen laut Angaben des Bundesstaats Jharkhand rund 95 % der Kinder im entsprechenden Alter in die Grundschule. Dies hat zu einem deutlichen Anstieg der Alphabetisierung zwischen 2001 und 2011 geführt.
| Alphabetisierung im Distrikt Gumla                  |                   |                   |                   |                   |
| Einheit                                             | Volkszählung 2001 | Volkszählung 2001 | Volkszählung 2011 | Volkszählung 2011 |
| Einheit                                             | Anzahl            | Anteil            | Anzahl            | Anteil            |
| GESAMT                                              | 343.581           | 50,94 %           | 559.720           | 65,73 %           |
| Männer                                              | 214.682           | 63,35 %           | 321.795           | 75,55 %           |
| Frauen                                              | 128.899           | 38,40 %           | 237.925           | 55,90 %           |
| STADT GESAMT                                        | 29.265            | 86,84 %           | 49.715            | 87,79 %           |
| Stadt-Männer                                        | 16.156            | 92,05 %           | 26.628            | 92,19 %           |
| Stadt-Frauen                                        | 13.109            | 81,19 %           | 23.087            | 83,20 %           |
| LAND GESAMT                                         | 314.316           | 49,05 %           | 510.005           | 64,16 %           |
| Land-Männer                                         | 198.526           | 61,79 %           | 295.167           | 74,34 %           |
| Land-Frauen                                         | 115.790           | 36,24 %           | 214.838           | 53,99 %           |
| Quelle: Ergebnisse der Volkszählungen 2001 und 2011 |                   |                   |                   |                   |